# Jarosław Borszewicz
Jarosław Borszewicz (ur. 26 września 1956 roku w Łasku, zm. 1 czerwca 2016 roku w Czestkowie) – polski poeta, pisarz, dziennikarz. W czerwcu 1980 roku rozpoczął naukę w Państwowej Wyższej Szkole Filmowej, Telewizyjnej i Teatralnej w Łodzi. Ukończył również Międzynarodowe Studium Dziennikarskie w Poznaniu. Był wykładowcą i dyrektorem programowym na niepublicznych uczelniach dziennikarskich (m.in. Międzynarodowe Studium Dziennikarskie w Katowicach).
Wydał dwa tomiki wierszy: Zezowaty duet (1981) i Zezowaty duet oraz nowe wiersze (2016), powieści: Mroki (1983, 2015) i Pomroki (2016).

## Życiorys
Jarosław Borszewicz dzieciństwo i młodość spędził w Łasku. W 1977 roku rozpoczął Międzynarodowe Studium Dziennikarskie w Katowicach. W 1978 roku wygrał konkurs na najlepszy debiut roku ("Debiuty 78"). O swoim sukcesie Borszewicz napisał:
"Drugi raz przyszedłem na świat w czerwcu, gdy wygrałem konkurs na najlepszy debiut roku".
W 1980 roku, Borszewicz dostał się do Państwowej Wyższej Szkoły Filmowej. W 1981 roku wydał tomik wierszy Zezowany Duet. 
"Po raz trzeci urodziłem się w czerwcu 1980 roku, gdy po pijanemu zdałem konkursowe egzaminy i dostałem się do Państwowej Wyższej Szkoły Filmowej, Telewizyjnej i Teatralnej w Łodzi, po czym – już po trzeźwemu – zakochałem się z wzajemnością w najpiękniejszej dziewczynie w historii Szkoły Filmowej".
Po ukończeniu Studium Dziennikarskiego, Borszewicz został wykładowcą, a potem dyrektorem programowym na niepublicznych uczelniach dziennikarskich. Sam Borszewicz do swojej kariery naukowej podchodził humorystycznie – we wznowionym wydaniu Mroków napisał:
"Mroki napisał trzydzieści pięć lat temu STUDENT Szkoły Filmowej, a obecne wydanie ma firmować swoim nazwiskiem i facjatą REKTOR Międzynarodowego Studium Dziennikarskiego. Zmartwychwstanie czy samobójstwo?"
Borszewicz napisał scenariusz do sztuki "Łaski bez", która ukazała się 26.11.2011 roku w reżyserii Elżbiety Wojtackiej-Ślęzak. Sztuka powstała z okazji 55. jubileuszu łaskiego Domu Kultury. Na scenie pojawiło się 30 aktorów-amatorów, mieszkańców Łaska, w wieku od 5 do 75 lat. Borszewicz ujął w sztuce historię Łaska, losy zmyślonych i prawdziwych jego mieszkańców, zadbał by spektakl zarówno pobudzał do wspomnień, jak i do śmiechu. Komentując sztukę, reżyserka spektaklu zwróciła uwagę na "sentymentalny i wspomnieniowy" charakter dramatu, jak i na obecność pierwiastka humorystycznego. Stwierdziła również, że Borszewicz z dużą dozą obiektywizmu ukazał obecny i przeszły obraz miasta.
W 2015 roku wydawnictwo Iskry, za zgodą Borszewicza, wznowiło "Mroki".
Jarosław Borszewicz zmarł nagle 1 czerwca 2016 roku. Został pochowany w swoim rodzinnym mieście. Łasku.

## Utwory
"Rozmowa z Nieobecną"
III
wiesz Nieobecna
ja
musiałem odejść
musiałem odejść
po to
by przekonać się, że byłaś
najmądrzejsza
najpiękniejsza
najpotrzebniejsza
wybacz
ale gdybym nie odszedł
nigdy bym tego nie wiedział
IV
Nieobecna
odezwij się czasem
ciekawy jestem
gdzie i z kim teraz
umierasz

### Zezowaty duetorazZezowaty duet oraz inne wiersze
Jarosław Borszewicz wydał dwa tomiki wierszy: Zezowaty duet (1981) i Zezowaty duet oraz nowe wiersze (2016). Pierwszy zawierał 33 wiersze, a wznowiony i poszerzony Zezowaty Duet oraz nowe wiersze aż 74. Poezja Borszewicza rozważa o najważniejszych wartościach – życiu i śmierci – i prowadzi refleksję egzystencjalną.
W Panoramie Łaskiej, periodyku, tomik poezji Zezowaty duet oraz nowe wiersze był wielokrotnie komentowany przez autorów. O poezji Borszewicza pisano, że jest ona "wstrząsającym apelem do drugiego człowieka zatroskanego o miłość, osamotnionego", że celnie opowiada o zagadnieniu bólu i kresu istnienia. Autorzy artykułów w Panoramie Łaskiej podkreślali, że Borszewicz "nie daje jednak prostych rad ani recept, stawia za to fundamentalne pytania, które i my bezradni sobie zadajemy.

### Mroki

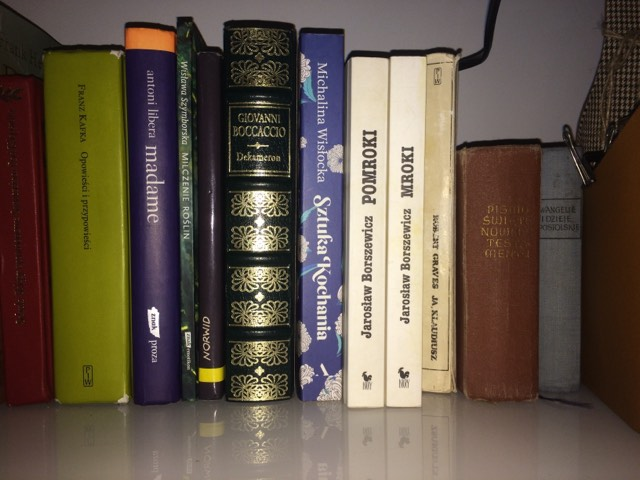
Wśród książek – powieści Jarosława Borszewicza Mroki i Pomroki.

Mroki to powieść napisana w 1983 roku, wznowiona w 2015 roku.  
"Kiedy w grudniu 2014 roku zadzwonił do mnie dyrektor Krzysztof Obłucki i (...) zaproponował wznowienie tej książki, to nie wahałem się ani przez moment. Natychmiast pomyślałem "Nie!", a dyrektorowi odpowiedziałem "Tak!" – napisał w posłowiu do Mroków Jarosław Borszewicz. 
Głównym bohaterem jest Duet Zezowaty, dorożkarz. Książka jest na zmianę monologiem Dueta, który rozmyśla nad życiem i śmiercią, rozmową z ukochaną bohatera – Nieobecną oraz przyjacielem Wiktorem. Mroki to powieść o nietypowej strukturze – nie jest pisana prozą, lecz urywanym wierszem. Główny bohater porusza się po wyimaginowanym świecie – świecie wartości. Książka "o pokusie śmierci i życia" nawiązuje do wielu systemów filozoficznych m.in. nihilizmu i egzystencjalizmu.

### Pomroki
Pomroki to powieść, a raczej poezjowieść – jak napisał sam Jarosław Borszewicz. Napisana w 2016 roku, początkowo zatytułowana Mroki II. Głównym bohaterem książki jest ponownie Duet Zezowany, dorożkarz. W drugiej części Mroków, odmieniony Duet nie poszukuje już kontaktu z Nieobecną, grubą kreską odkreśla autodestrukcję z Mroków, by teraz nauczyć się żyć na nowo. Bohater podsumowuje i analizuje swoje życie, zbiera różne nowe doświadczenia. Postanawia założyć pamiętnik ("Zapamiętnik"), którym dzieli się z czytelnikami.
Z powodu śmierci autora, Pomroki nie zostały ukończone. Oryginalny tekst został nieznacznie przeredagowany i złożony do druku.